# Invitati per forza
Invitati per forza (The People We Hate at the Wedding) è un film del 2022 diretto da Claire Scanlon e tratto dall'omonimo romanzo di Grant Ginder.

## Trama
I fratelli Alice e Paul sanno perfettamente di vivere una vita mediocre. La madre Donna vede un'occasione per tenere unita la sua famiglia facendoli partecipare al matrimonio della loro ricca sorellastra Eloise e a cui loro inizialmente rifiutano di partecipare.

## Distribuzione
Il film è stato distribuito sulla piattaforma Amazon Prime Video a partire dal 18 novembre 2022.